# 육아휴직

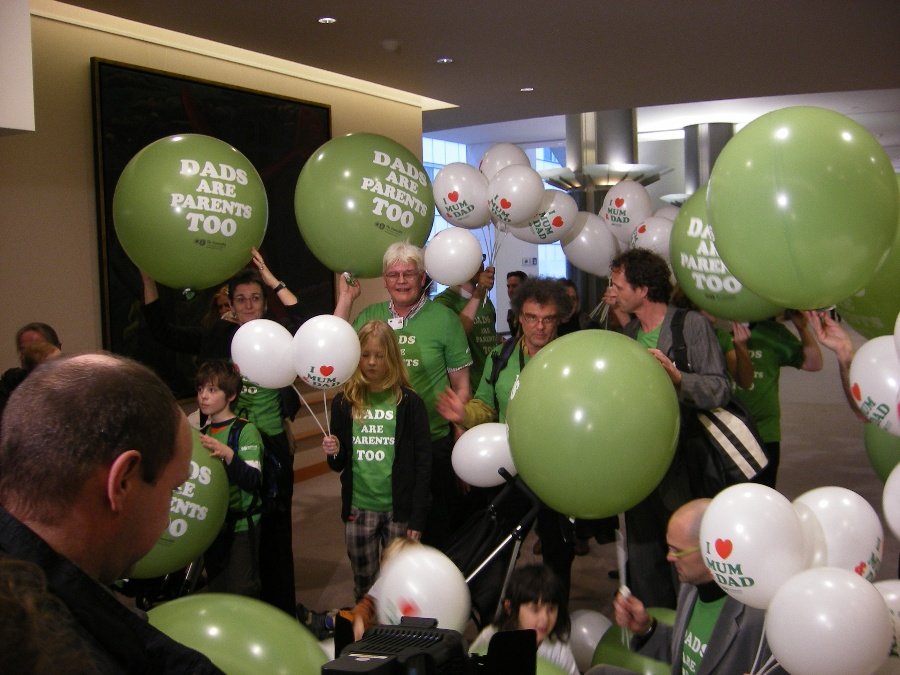
유럽의회 육아휴직 시위

육아휴직(育兒休職)은 거의 모든 국가에서 사용할 수 있는 근로자 급여이다. "육아휴직"은 출산휴가, 육아휴직 및 입양휴가를 포함할 수도 있고, 어린 자녀를 돌볼 수 있는 부모가 사용할 수 있는 별도의 가족휴가를 설명하기 위해 "출산휴가" 및 "육아휴직"과 구별하여 사용될 수도 있다. 일부 국가 및 관할 지역에서 "가족휴가"는 아픈 가족을 돌보기 위해 제공되는 휴가도 포함한다. 종종 최소 급여 및 자격요건이 법으로 규정된다.
무급 육아휴직은 고용주가 그 고용주가 그 고용주가 휴직하는 동안 그 고용주의 일자리를 유지해야 할 때 제공된다. 유급 육아휴직 또는 가족휴직은 자녀 또는 부양가족 구성원의 복지를 돌보거나 준비하기 위해 유급 휴가를 제공한다. 가장 일반적인 세 가지 자금 지원 모델은 정부가 의무화한 사회보험/사회보장(고용주, 고용주 또는 납세자가 일반적으로 특정 공공 기금에 기여하는 경우), 고용주 책임(고용주가 고용주에게 휴직 기간 동안 지불해야 하는 경우), 그리고 사회보장과 고용주 책임을 모두 결합한 혼합 정책이다.
육아휴직은 여러 해 동안 이런 저런 형태로 법적 권리 및 정부 프로그램으로 이용 가능했다. 2014년 국제노동기구(ILO)가 185개 국가와 영토의 육아휴직 정책을 검토한 결과, 파푸아뉴기니를 제외한 모든 국가에는 어떤 형태로든 육아휴직을 의무화하는 법이 있는 것으로 나타났다. 다른 연구에 따르면 조사 대상 186개 국가 중 96%가 휴직 기간 동안 어머니에게 일부 급여를 제공했지만, 아버지에게 같은 급여를 제공한 국가는 44%에 불과했다. 미국, 파푸아뉴기니 및 태평양의 몇 개 섬 국가(예: 마셜 제도, 미크로네시아, 나우루, 팔라우, 통가)는 유엔에서 고용주가 새로운 부모에게 유급 휴가를 제공할 것을 요구하지 않는 유일한 7개 국가이다. 민간 고용주는 때때로 법적 권한 밖에 또는 추가로 무급 및 유급 육아휴직을 제공한다.
연구에 따르면 유급 육아휴직은 엄마뿐만 아니라 아이들의 더 나은 건강 결과와 관련이 있다.

## 같이 보기
- 아버지 할당제